# Wyoma striaticostella
Wyoma striaticostella är en fjärilsart som beskrevs av Petersen 1959. Wyoma striaticostella ingår i släktet Wyoma och familjen äkta malar.
Artens utbredningsområde är Irak. Inga underarter finns listade i Catalogue of Life.